# Tsuneari Fukuda
 (juillet 2025).
Tsuneari Fukuda (福田 恆存, Fukuda Tsuneari, 25 août 1912 - 20 novembre 1994) est un dramaturge, traducteur et critique littéraire japonais.

## Biographie
Fukuda étudie l'anglais à l'université de Tokyo dans les années 1930. Il écrit sa thèse sur D. H. Lawrence, dont il traduit plus tard les œuvres. Après la Seconde Guerre mondiale, il a du succès en tant que dramaturge avec des pièces comme Kitty Taifū (1950), Ryū o Nadeta Owoko (1952) et Meian (1956). En 1954, il est employé, en compagnie des auteurs Kinoshita Junji et Mishima Yukio, du journal Shingeki (« Nouveau théâtre »), dans lequel il publie critiques et essais
En 1955, Fukuda monte le Hamlet de Shakespeare dans sa propre traduction avec Hiroshi Akutagawa dans le rôle principal. La mise en scène est considérée comme le point tournant de la réception de Shakespeare au Japon. Fukuda consacre les années suivantes à plusieurs écrits théoriques avec des représentations de l'œuvre de Shakespeare à intervalle régulier. Sa traduction des pièces de Shakespeare remplace celle jusqu'alors utilisée au Japon, à savoir celle de Tsubouchi Shōyō du XIXe siècle et du début du XXe siècle. Certaines de ses pièces ont été représentées avec succès en traduction anglaise aux États-Unis (en particulier au Milwaukee Repertory Theatre (en)).
En 1971, il est lauréat du grand prix de littérature japonaise pour son livre Sōtō imada shisezu (総統いまだ死せず).